# Parque Nacional do Monte Cook/Aoraki
O Parque Nacional do Monte Cook/Aoraki é um parque nacional na Ilha Sul da Nova Zelândia, que abriga as montanhas mais altas e as maiores geleiras do país. O parque faz parte da área chamada Te Wahipounamu, que está na lista do Patrimônio Mundial da UNESCO. O parque tem uma área de setecentos e sete quilômetros quadrado e foi criado em outubro de 1953 para proteger a vegetação e a paisagem significativas da região. Dentro do parque, fica o monte Cook/Aoraki, a montanha mais alta da Nova Zelândia, com 3724 metros de altitude.
O clima do Parque Nacional do Monte Cook/Aoraki é alpino, o que significa que é frio e imprevisível.